# Toussaint (album)
| Recensione       | Giudizio |
| ---------------- | -------- |
| AllMusic         | [ 1 ]    |
| Robert Christgau | B        |

Toussaint è il secondo album discografico del musicista (e produttore discografico) statunitense Allen Toussaint, pubblicato dall'etichetta discografica Scepter Records nel luglio del 1971.

## Tracce
Lato A
Testi e musiche di Allen Toussaint, eccetto dove indicato.
1. From a Whisper to a Scream – 3:27
2. Chokin' Kind – 3:23 (Harlan Howard)
3. Sweet Touch of Love – 3:20
4. What Is Success – 3:34
5. Working in a Coal Mine – 3:13

Lato B
Testi e musiche di Allen Toussaint, eccetto dove indicato.
1. Everything I Do Gonna Be Funky – 3:12
2. Pickles – 4:27
3. Louie – 3:04
4. Either – 2:52
5. Cast Your Fate to the Wind – 3:19 (Carel Row, Vince Guaraldi)

Edizione CD del 2006, pubblicato dalla Varèse Sarabande (302 066 832 2)
Testi e musiche di Allen Toussaint, eccetto dove indicato.
1. From a Whisper to a Scream – 3:27
2. Chokin' Kind – 3:23 (Harlan Howard)
3. Sweet Touch of Love – 3:20
4. What Is Success – 3:34
5. Working in a Coal Mine – 3:13
6. Everything I Do Gonna Be Funky – 3:12
7. Pickles – 4:27
8. Louie – 3:04
9. Either – 2:52
10. Cast Your Fate to the Wind – 3:19 (Carel Row, Vince Guaraldi)
11. Number Nine (Strumentale) – 3:28 – Bonus Track
12. Poor Folks (Strumentale) – 6:53 – Bonus Track

## Musicisti
- Allen Toussaint - voce solista
- Allen Toussaint - piano (brani: Pickles, Louie, Either e Cast Your Fate to the Wind)
- Mac Rebennack - pianoforte (eccetto brani: Pickles, Louie, Either e Cast Your Fate to the Wind)
- Terry Kellman - chitarra
- Clyde Kerr - tromba
- Earl Turbington - sassofono contralto
- Frederic Kemp - sassofono tenore
- Eddie Hohner - basso
- Freddie Staehle - batteria
- John Boudreaux - batteria
- Ed Greene - batteria
- Merry Clayton - accompagnamento vocale-coro
- Venetta Fields - accompagnamento vocale-coro[5]

Note aggiuntive
- Allen Toussaint e Charles Green - produttori (per Sansu Enterprises, Inc.)
- Allen Toussaint - arrangiamenti
- Registrato al Dimension Sound Studios di Los Angeles, California[5]
- Hal Wilson - fotografia
- Dick Smith - art direction
- Joshua Pridgen - note retrocopertina album[6]